# Bachira (inslagkrater)
Bachira is een inslagkrater op de planeet Venus. Bachira werd in 1997 genoemd naar Bachira, een Algerijnse meisjesnaam.
De krater heeft een diameter van 7,3 kilometer en bevindt zich in het quadrangle Bereghinya Planitia (V-8).